# Morvillars
Morvillars (deutsch früher Morsweiler) ist eine französische Gemeinde mit 1098 Einwohnern (Stand: 1. Januar 2022) im Territoire de Belfort in der Region Bourgogne-Franche-Comté. Die Bewohner werden Morvellais und Morvellaises genannt.

## Geographie
Morvillars liegt auf 337 m Höhe, etwa elf Kilometer südöstlich der Stadt Belfort (Luftlinie). Das Dorf erstreckt sich im Flachland der Burgundischen Pforte, in der Talebene beidseits der Allaine, am Nordrand der Hochfläche des Bois de la Voivre.

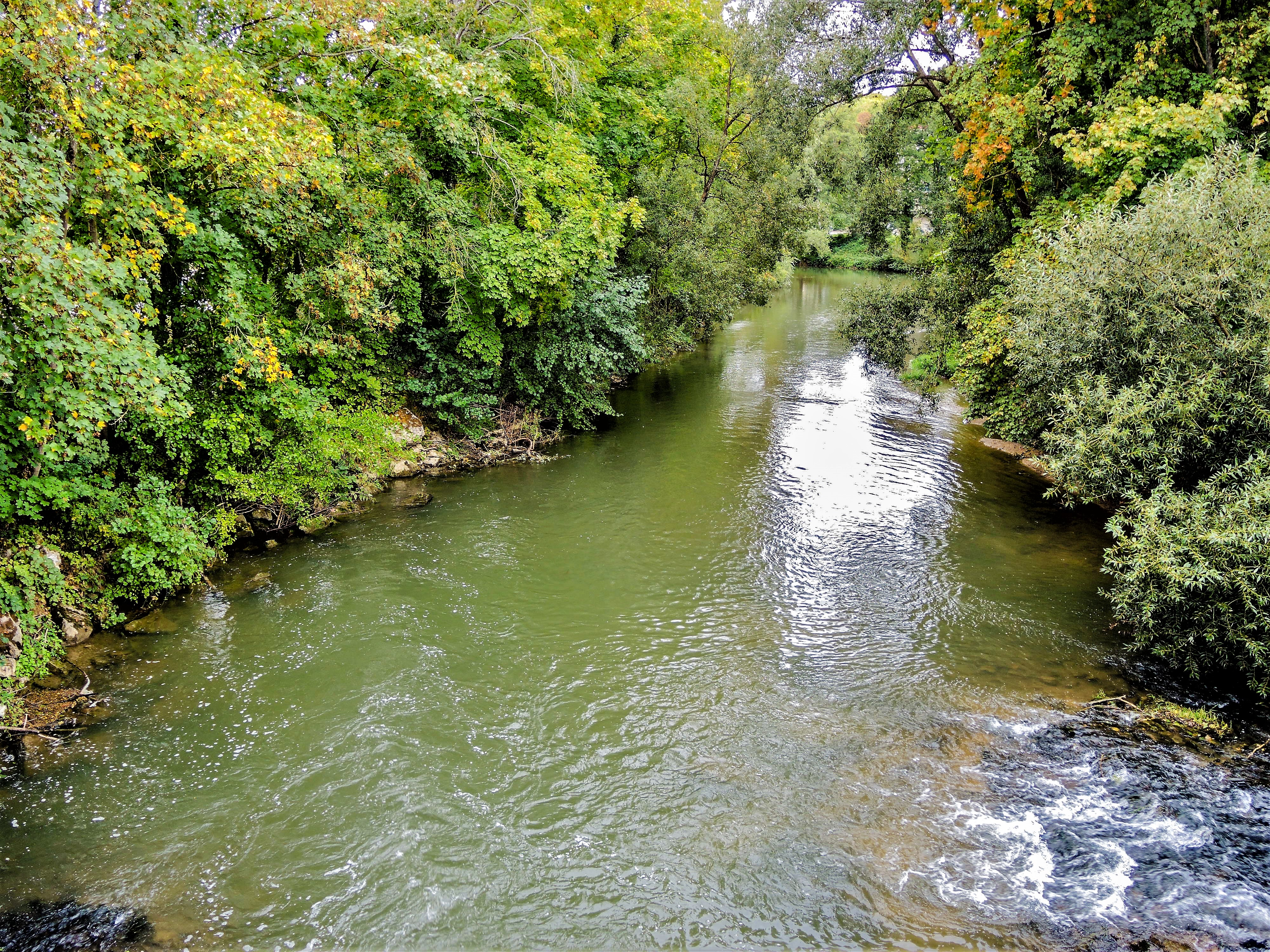
Die Allaine bei Morvillars

Die Fläche des 5,27 km² großen Gemeindegebiets umfasst einen Abschnitt der nur schwach reliefierten Landschaft im Bereich der Burgundischen Pforte (Trouée de Belfort). Der zentrale Teil des Gebietes wird in Ost-West-Richtung von der Talebene der Allaine durchquert, die für die Entwässerung zum Doubs sorgt. Diese Talebene weist eine Breite von rund einem Kilometer auf. Flankiert wird das Tal der Allaine auf beiden Seiten von sanft ansteigenden Hängen. Im Norden reicht der Gemeindeboden auf die Anhöhe am Rand des Bois Lachat (bis 382 m). Nach Süden erstreckt sich das Gemeindeareal mit einem schmalen Zipfel in das ausgedehnte Waldgebiet des Bois de la Voivre, das den nördlichen Rand der Tafeljuraflächen einnimmt. Hier wird mit 403 m die höchste Erhebung von Morvillars erreicht.
Nachbargemeinden von Morvillars sind Bourogne und Froidefontaine im Norden, Grandvillars im Osten und Süden sowie Méziré im Westen.

## Geschichte
Erstmals urkundlich erwähnt wird Morvillars im Jahr 1222. Zu dieser Zeit gehörte Morvillars zum Lehen Grandvillars, wurde aber darin zu einer eigenen Herrschaft. Mitte des 14. Jahrhunderts gelangte das Dorf unter die Oberhoheit der Habsburger. Auf einer Karte von Mercator erscheint der Ort 1585 als Morswil. Zusammen mit dem Sundgau kam Morvillars mit dem Westfälischen Frieden 1648 an die französische Krone. Ende des 17. Jahrhunderts begann die Industrialisierung. Die Adelsfamilie La Bassinière gründete ein Schmiedewerk und eine Drahtzieherei, die später in den Besitz der Fabrikantenfamilien Viellard und Migeon übergingen. Seit 1793 gehörte Morvillars zum Département Haut-Rhin, verblieb jedoch nach dem Deutsch-Französischen Krieg 1871 als Teil des arrondissement subsistant du Haut-Rhin im Gegensatz zum restlichen Elsass bei Frankreich. An das französische Eisenbahnnetz wurde Morvillars 1868 angeschlossen, als die Bahnstrecke Montbéliard–Morvillars eröffnet wurde. 1876 folgte die Einweihung der Linie von Belfort nach Delle. Seit 2000 war Morvillars zunächst Teil des Gemeindeverbandes Communauté d’Agglomération Belfortaine, der 2017 in die Grand Belfort Communauté d’Agglomération aufging.

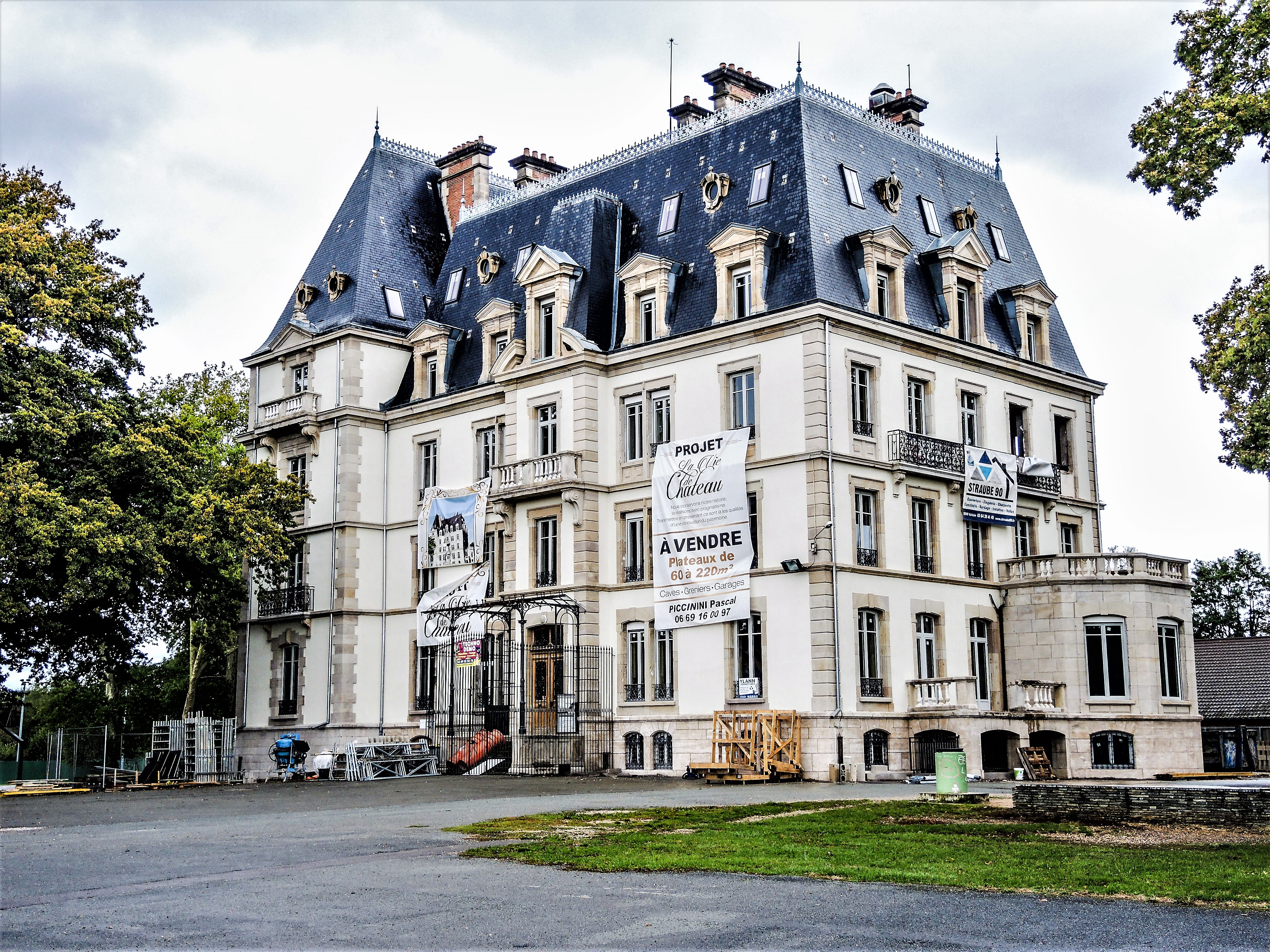
Château Armand Viellard (2020)

## Sehenswürdigkeiten
Die Kirche Saint-Martin, die ursprünglich auf einen mittelalterlichen Bau zurückgeht, wurde im 19. Jahrhundert neu errichtet. Sie birgt zahlreiche Ausstattungsgegenstände, die in der Base Palissy gelistet sind und als Monument historique der beweglichen Objekte eingeschrieben oder klassifiziert sind. Außerhalb des Dorfes befinden sich das Château Armand Viellard (Ende des 19. Jahrhunderts) und weitere Fabrikantenvillen. Vom ehemaligen Herrschaftssitz sind nur noch wenige Überreste sichtbar.
Siehe auch: Liste der Monuments historiques in Morvillars

Kirche Saint-Martin
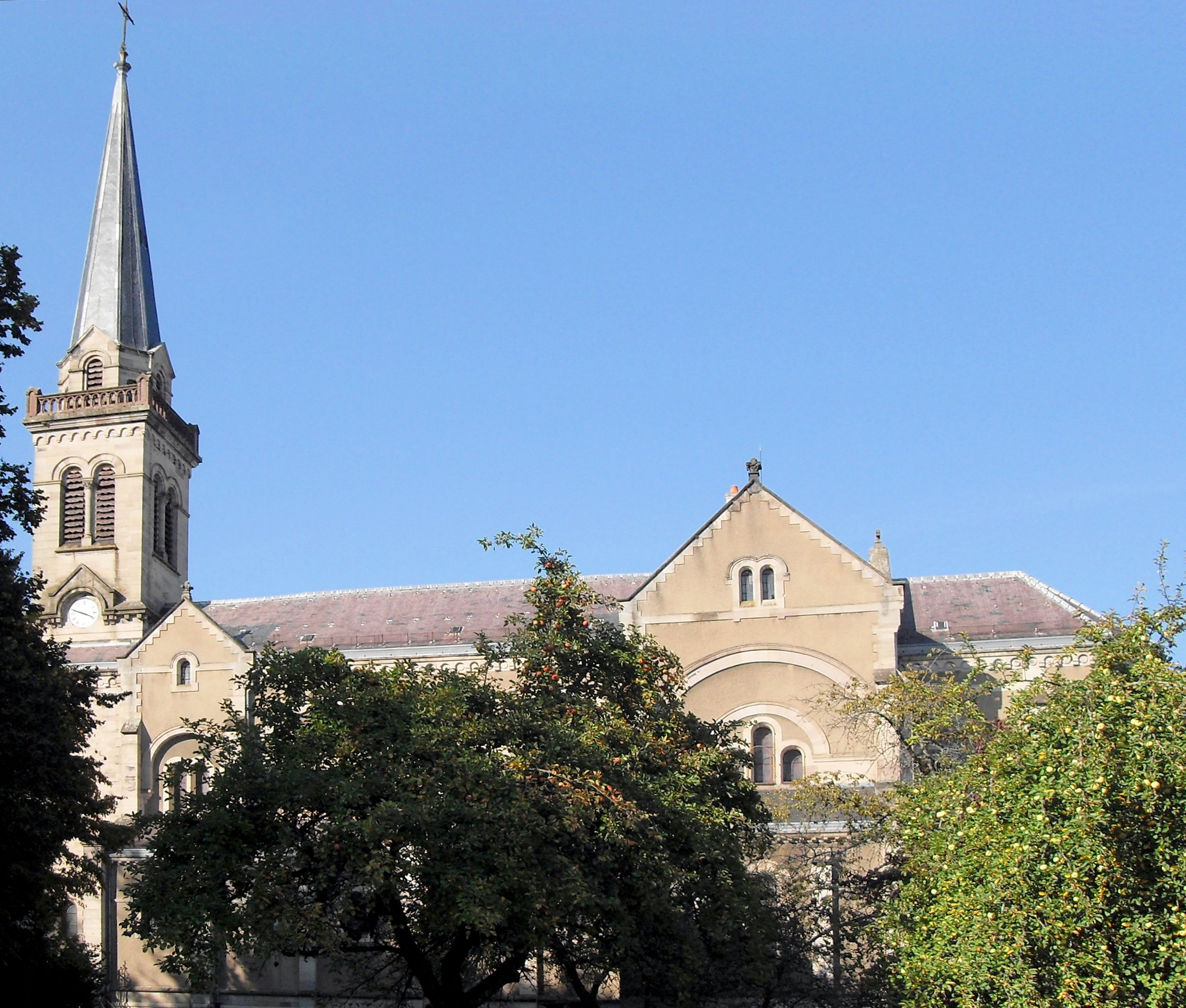
Südseite
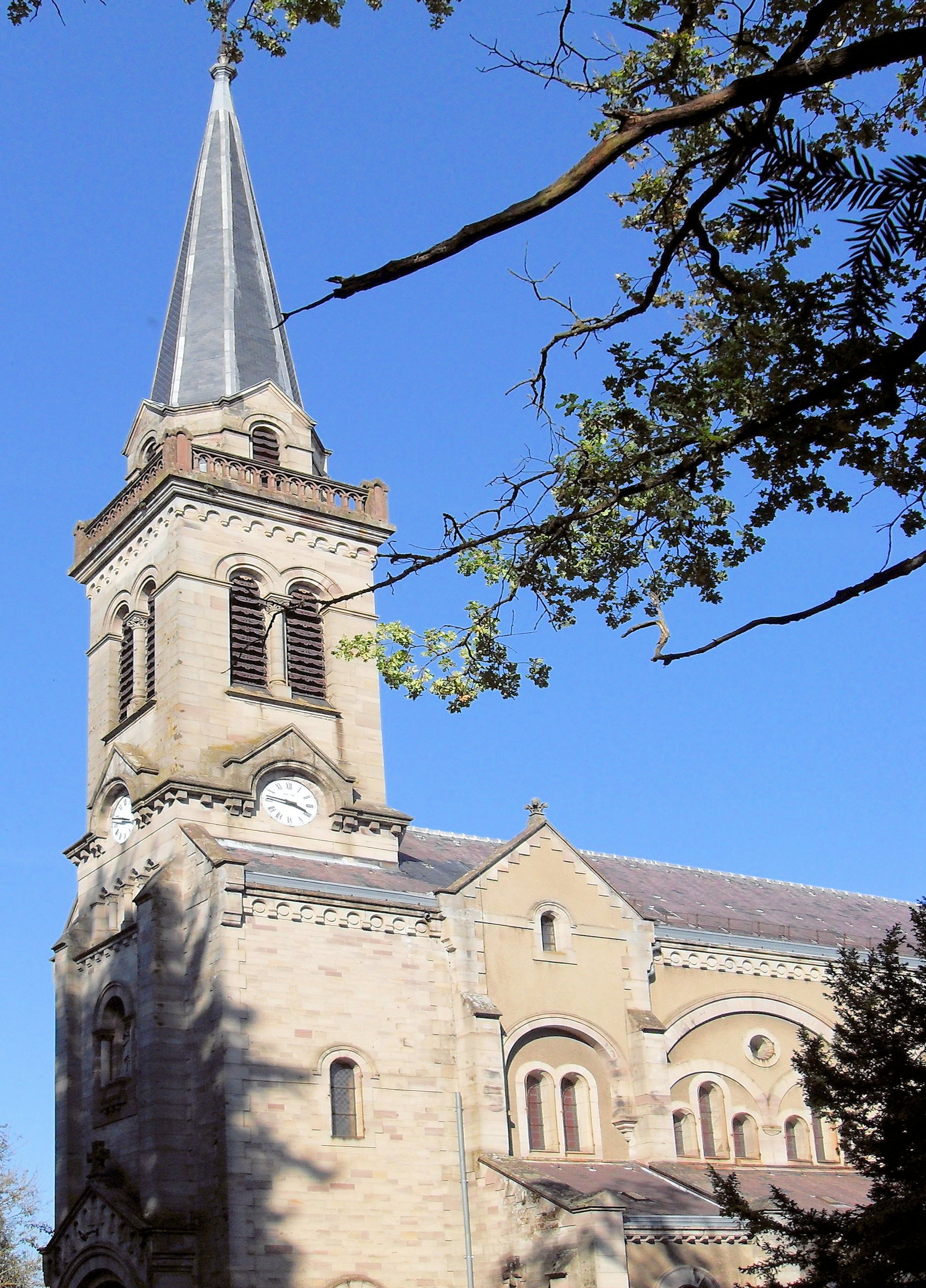
Turm

## Bevölkerung
| Bevölkerungsentwicklung | Bevölkerungsentwicklung |
| Jahr                    | Einwohner               |
| ----------------------- | ----------------------- |
| 1962                    | 808                     |
| 1968                    | 926                     |
| 1975                    | 1057                    |
| 1982                    | 1015                    |
| 1990                    | 1021                    |
| 1999                    | 965                     |
| 2006                    | 1003                    |
| 2013                    | 1168                    |
| 2020                    | 1068                    |

Mit 1098 Einwohnern (1. Januar 2022) gehört Morvillars zu den kleineren Gemeinden des Départements Territoire de Belfort. Nachdem die Einwohnerzahl in der ersten Hälfte des 20. Jahrhunderts im Bereich zwischen 630 und 820 Personen gelegen hatte, wurde von 1960 bis 1975 ein deutliches Bevölkerungswachstum verzeichnet. Seither schwankte die Einwohnerzahl um die 1000.

## Wirtschaft und Infrastruktur
Morvillars entwickelte sich schon früh zu einer industriell geprägten Gemeinde. Größere Industrie- und Gewerbezonen befinden sich entlang der Allaine und an der Grenze zu Bourogne. Aus der eisenverarbeitenden Industrie ging die Société VMC-Pêche (Viellard, Migeon et Compagnie) hervor, die sich auf die Fabrikation von Angelhaken spezialisiert hat. Im Weiteren gibt es ein Unternehmen des Transportgewerbes sowie verschiedene Betriebe des Kleingewerbes. Viele Erwerbstätige sind auch Wegpendler, die in den Agglomerationen Belfort und Montbéliard ihrer Arbeit nachgehen.

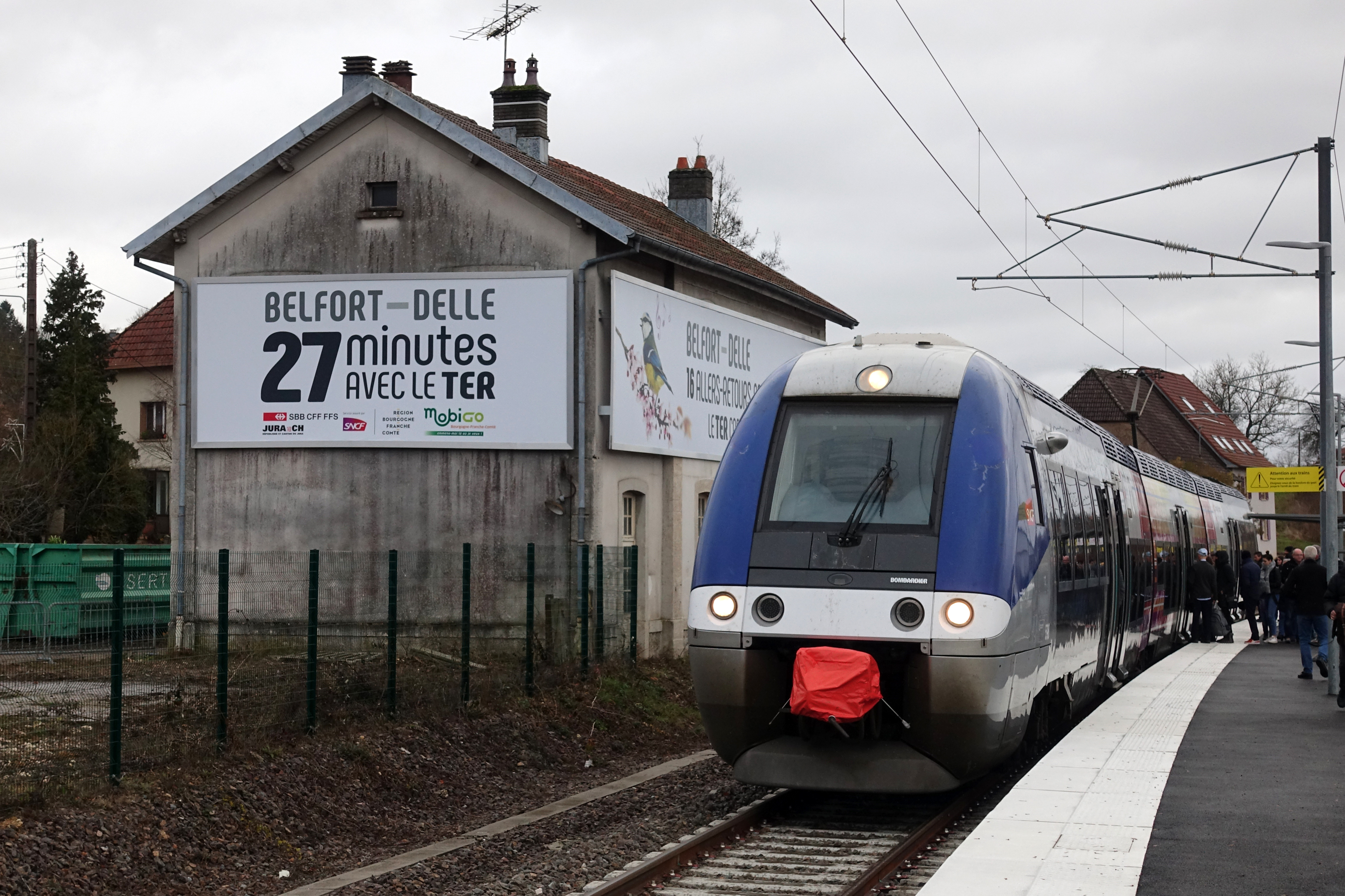
Haltepunkt Morvillars

Die Ortschaft ist verkehrstechnisch gut erschlossen. Sie liegt an der Route nationale 19, die von Belfort nach Delle führt. Mit der Eröffnung der Schnellstraße von der Autobahn A36 nach Delle wurde Morvillars vom Durchgangsverkehr entlastet. Der nächste Anschluss an die A36 befindet sich in einer Entfernung von ungefähr acht Kilometern. Weitere Straßenverbindungen bestehen mit Froidefontaine und Méziré. Durch eine Buslinie ist Morvillars mit Belfort verbunden. Morvillars besitzt einen Haltepunkt an der auf den Fahrplanwechsel vom 9. Dezember 2018 reaktivierten Bahnstrecke Belfort–Delle, der mit Zügen der TER Bourgogne-Franche-Comté bedient wird, die von hier auch in das schweizerische Biel/Bienne verkehren.